# 卢茨霍恩
卢茨霍恩是德国石勒苏益格－荷尔斯泰因州的一个市镇。总面积21.72平方公里，总人口812人，其中男性417人，女性395人（2011年12月31日），人口密度37人/平方公里。